# Пелена иллюзий
«Пелена иллюзий» (англ. The Art of illusion) — пятая серия третьего сезона американского телесериала «Ведьмак». Её режиссёром является Лони Перистере, сценарий написал Рэй Бенджамин. Премьера состоялась 29 июня 2023 года на Netflix.

## Сюжет
Литературной основой сценария серии стали произведения писателя-фантаста Анджея Сапковского. Главные герои — ведьмак Геральт из Ривии, его «дитя неожиданности» Цирилла из Цинтры и его возлюбленная Йеннифэр из Венгерберга. Их судьбы разворачиваются на фоне масштабной политической игры, в ходе которой решается судьба целого континента. Основной источник сюжетного материала для всего третьего сезона — книга Сапковского «Час презрения». Действие «Пелены иллюзий» происходит на балу, куда Геральт и Йеннифэр приходят в качестве гостей.

## В ролях
- Генри Кавилл — Геральт из Ривии
- Фрейя Аллан — княжна Цирилла
- Аня Чалотра — Йеннифэр из Венгерберга

## Оценки
Сценарий эпизода получил в первых рецензиях неоднозначные оценки: показ одних и тех событий с разных точек зрения характеризуется как «сомнительный трюк». При этом в целом сюжет «Пелены иллюзий» оценивается высоко (в том числе из-за его близости к литературному первоисточнику).
Рецензент Ленты.ру охарактеризовал эпизод как «подражание „Расемону“ Акиры Куросавы с его несколькими версиями одних и тех же событий, …больше напоминающее работу нерадивого студента киношколы»
Критик Брэдли Рассел оценил финал серии как один из лучших моментов всего шоу.